# ムクイヌビワ
ムクイヌビワ（無垢犬枇杷、Ficus irisana）はクワ科イチジク属の常緑高木。

## 分類
Ficus irisana という学名はアメリカ合衆国出身でフィリピンを拠点に活動した植物学者アドルフ・ダニエル・エドワード・エルマー（Adolph Daniel Edward Elmer）により1906年に命名されたものであるが、キュー植物園の Rafaël Govaerts はこれを少なくとも2001年以降からホソバムクイヌビワ（Ficus ampelos、オランダのニコラ・バーマンにより1768年に記載されたもの）のシノニムとして扱っており、それより後の Berg & Corner (2005:210) でも同様の扱いとされている。

## 概要
日本では琉球列島の沖縄島-与那国島及び大東諸島に、日本国外では台湾、フィリピン、スラウェシ島に分布する。また、奄美群島に生育していた可能性もある。低地-山地の石灰岩地に生育する。
高木で樹高8-15メートル。樹皮は灰白色で、縦に筋が入っている。葉は互生で、卵形～卵状楕円形、長さ6～18cm、全縁で、3行脈・葉柄を持つ。新枝及び葉には硬い毛がありざらつく。雌雄異株。無花果（果実）は球形で、直径1cm程度、黄色-黄褐色を呈し、葉腋から生える。
自生地である御嶽林や石灰岩地の森林などの開発により、個体数・生育地ともに減少する可能性がある。

## 保護上の位置づけ
生育地である下記の地方公共団体が作成したレッドデータブックに掲載されている。
- 鹿児島県：情報不足
- 沖縄県：準絶滅危惧